# Phyllorhinichthys balushkini
Phyllorhinichthys balushkini es una especie de pez del género Phyllorhinichthys.

## Descripción
Cuenta con 5 radios blandos dorsales y anales. Las hembras presentan un illicium bastante largo que el de P. micractis (la otra especie del género). La esca posee un único apéndice anterior que contiene un par de tubos internos que guían la luz y que divergen en la punta. El apéndice posterior de la esca es extremadamente largo, mide más de la mitad de la longitud del pez, está cubierto de piel oscura que varía de marrón a negro y termina en un par de bulbos translúcidos. Este es uno de los aspectos más distintivos y llamativos de la especie y del género. Mide poco más de 7 cm de longitud (2,75 pulgadas), pudiendo alcanzar los 14,5 cm de longitud (5,70 pulgadas).

## Distribución y hábitat
Océano Atlántico: en el Atlántico norte oriental, frente a la costa suroeste de Irlanda, en la llanura abisal de Porcupine, Atlántico norte occidental, en las Bahamas, también en el Atlántico sur oriental. Especie marina batipelágica cuyo rango de profundidad es 0-3200 m.